# Mujannah-Eröffnung
Die Mujannah-Eröffnung, auch Mujannah-Gambit, seltener auch Sturm-Eröffnung genannt, ist eine selten gespielte Eröffnung im Schachspiel.

## Stellung und Varianten
Aus der Grundstellung leiten sich etliche Varianten ab, die auch hin und wieder zur Anwendung kamen. Die Eröffnung wurde gelegentlich von Staunton im 19. Jahrhundert gespielt. In der von ihm entwickelten Englischen Eröffnung findet sich auch der für die Mujannah-Eröffnung typische Zug c2–c4. Nimzowitsch spielte ebenfalls zu Beginn des 20. Jahrhunderts hin und wieder diese Eröffnung. Heuäcker wurde bei einem Turnier 1936 in Frankfurt am Main mit einer Variante der Mujannah-Eröffnung konfrontiert. Gespielt wird die Eröffnung mittlerweile so gut wie gar nicht. In der Bird-Eröffnung findet sich der für die Mujannah-Eröffnung charakteristische Zug f2–f4 wieder.

## Hintergrund
Die Eröffnung geht auf die Tabija-Stellungen im persischen Schachspiel im 10. Jahrhundert zurück. Es handelte sich dabei um teils sehr komplexe Eröffnungsstellungen von bis zu 20 Zügen. Sehr weit verbreitet waren die Mashaikhi („Scheich-Eröffnung“) und die „Mujannah“ („Die Geflügelte“ oder auch „Flankeneröffnung“), wie hier dargestellt.
Die Zugfolge war im Übrigen dabei uninteressant. Ziel war, einen bestimmten Aufbau mit den Figuren zu erreichen. Wenn beide Spieler die Mujannah-Eröffnung spielten, so wurde dies als „Doppel-Mujannah“ bezeichnet, was eine symmetrische Aufstellung auf dem Brett zur Folge hatte. Allerdings war auch eine Kombination mit einer anderen Eröffnung möglich. Die Kombination von Mujannah- und Mashaikhi-Eröffnung wurde „Mujannah-Mashaikhi“ genannt und ergab eine asymmetrische Anordnung der Figuren.

## Partiebeispiel
|   | a | b | c | d | e | f | g | h |   |
| 8 |   |   |   |   |   |   |   |   | 8 |
| 7 |   |   |   |   |   |   |   |   | 7 |
| 6 |   |   |   |   |   |   |   |   | 6 |
| 5 |   |   |   |   |   |   |   |   | 5 |
| 4 |   |   |   |   |   |   |   |   | 4 |
| 3 |   |   |   |   |   |   |   |   | 3 |
| 2 |   |   |   |   |   |   |   |   | 2 |
| 1 |   |   |   |   |   |   |   |   | 1 |
|   | a | b | c | d | e | f | g | h |   |

Quabeck–Heuäcker 0:1
Frankfurt am Main, 1936
Bird-Eröffnung (Mujannah-Eröffnung), A03
1. f4 Sf6 2. c4 d5 3. cxd5 Sxd5 4. d3 e5 5. fxe5 Lb4+ 6. Ld2 Se3 7. Da4+ b5 8. Dxb5+ Ld7 9. Db7 Lc6 0:1